# Wikipedia tiếng Thổ Nhĩ Kỳ
Wikipedia tiếng Thổ Nhĩ Kỳ là một phiên bản Wikipedia, một bách khoa toàn thư mở.